# Monastère de Konstamonitou
Le monastère de Konstamonitou (en grec moderne : Κωνσταμονίτου) est un des vingt monastères orthodoxes de la communauté monastique du mont Athos, dont il occupe la dernière place dans le classement hiérarchique.
Il est situé au sud-est de la péninsule, et est dédié au protomartyr Étienne, fête votive le 27 décembre (9 janvier).
En 1990, il comptait 30 moines.

## Histoire
Le monastère a été fondé au plus tard au XIe siècle par un membre de la famille Kastamonitis.